# Couvre-feux de 2020-2021 en France
Pour un article plus général, voir Pandémie de Covid-19 en France.
Les couvre-feux de 2020 et 2021 en France sont un ensemble de restrictions de contacts humains et de déplacements prises dans le cadre de la lutte contre la pandémie de Covid-19, dans l'objectif de limiter les contacts et interactions sociales sans paralyser l'économie, les magasins pouvant rester ouverts en dehors de cette période.
Une première vague de couvre-feux a lieu à l'initiative de maires dès le mois de mars 2020 pour compléter le confinement, puis des couvre-feux plus étendus sont mis en place par le gouvernement à partir du 17 octobre 2020. Enfin, un couvre-feu généralisé à l'ensemble du territoire est observé entre le 15 décembre 2020 et le 20 juin 2021.

## Couvre-feux d'initiatives locales lors du premier confinement en mars 2020

### En métropole
Certains maires, en plus du confinement décrété le 17 mars 2020, avaient mis en place des mesures de couvre-feux supplémentaires à des horaires variés pour augmenter les restrictions en guise de protection.
- Vallauris (Alpes-Maritimes), de 22 h à 5 h dans certains secteurs de la ville, à compter du vendredi 20 mars.
- Menton (Alpes-Maritimes), de 21 h à 5 h dans toute la ville, à compter du vendredi 20 mars.
- Roquebrune-Cap-Martin (Alpes-Maritimes), de 21 h à 5 h dans toute la ville, à compter du vendredi 20 mars.
- Jeumont (Nord), à partir de 19 h pour les mineurs uniquement, à compter du vendredi 20 mars.
- Nice (Alpes-Maritimes), de 23 h à 4 h dans toute la ville, à compter du samedi 21 mars.
- Perpignan (Pyrénées-Orientales), de 20 h et 6 h dans toute la ville, à compter du samedi 21 mars.
- Béziers (Hérault), de 22 h à 5 h dans toute la ville, à compter du samedi 21 mars.
- Hautmont (Nord), de 18 h à 6 h pour les mineurs uniquement, à compter du samedi 21 mars[1]

### Guyane
La préfecture de Guyane annonce un couvre-feu dès le 24 mars 2020 de 21 h à 5 h. Celui-ci s'étend durant tout le printemps, et est même renforcé entre le 10 et le 25 juin pour s'étendre de 17 h à 5 h et même de 13 h à 5 h le lundi, et empiète sur les week-end. Il est assoupli de 21 h à 5 h deux semaines plus tard, puis à nouveau assoupli de 23 h à 5 h le 26 septembre. Peu à peu certaines communes en sont dispensées (dès fin août).
Le 18 décembre 2020, et jusqu'au 4 janvier 2021, un nouveau couvre-feu est mis en place, de 21 h à 5 h, avec une exception pour Noël.

## Couvre-feu territorialisé d'octobre 2020
Il dure du 17 octobre 2020 à minuit dans les zones concernées au 29 octobre, et est remplacé par un confinement allégé le 30 octobre. Il dure de 21 h à 6 h, sauf la nuit du 29 octobre, où il dure de 21 h à 0 h.
Il est annoncé par le président de la République Emmanuel Macron le 14 octobre 2020. Le Premier ministre Jean Castex décrète l'état d'urgence sanitaire sur l'ensemble du territoire, qui s'applique dès le 17 octobre 2020 à minuit.
Le couvre-feu intervient dans un premier temps en région Île-de-France et dans huit métropoles françaises. Le 22 octobre 2020, Jean Castex annonce que le couvre-feu est étendu à 54 départements. Le 28 octobre 2020, Emmanuel Macron annonce un nouveau confinement en France à compter du vendredi 30 octobre 2020 minuit.

### Annonce
Annoncé par le Président Emmanuel Macron le 14 octobre 2020, le couvre-feu est prévu pour une période minimale de quatre semaines à partir du 17 octobre 2020 (nuit du 16 au 17 octobre de minuit à 6 h, puis à partir du 17 octobre de 22 h à 6 h), étant également évoquée une possible prolongation. Dans cette optique, le gouvernement Jean Castex envisage de demander au Parlement français de le prolonger jusqu'au 1er décembre 2020.

### Critères et objectif
Trois critères sont retenus pour déterminer les départements en couvre-feu : l'incidence à plus de 250 cas positifs pour 100 000 habitants, un taux d'incidence chez les personnes âgées supérieur à 100, le taux d’occupation des lits de réanimation supérieur à 30 % et une dynamique conduisant à un dépassement des 50 % dans les semaines à venir,.
L’objectif affiché de ce couvre-feu est « de limiter les rassemblements durant lesquels les gestes barrières sont moins bien appliqués, où le virus circule rapidement, tout en limitant l’impact sur l’économie déjà mise à rude épreuve par l’épidémie. »

### Zones concernées
Le couvre-feu intervient dans un premier temps en région Île-de-France et dans les métropoles de Grenoble-Alpes Métropole, Métropole de Lyon, Métropole d'Aix-Marseille-Provence, Montpellier Méditerranée Métropole, Métropole européenne de Lille, Saint-Étienne Métropole, Métropole Rouen Normandie et Toulouse Métropole.

### Mesures
Les Français des régions concernées ne peuvent circuler qu'entre 21 h et 6 h pour certains motifs à justifier sur une attestation de déplacement dérogatoire « couvre-feu » :
- déplacements entre le domicile et le lieu d'exercice de l'activité professionnelle ou le lieu d'enseignement et de formation ;
- déplacements pour des consultations et soins ne pouvant être assurés à distance et ne pouvant être différés ou pour l'achat de produits de santé ;
- déplacements pour motif familial impérieux, pour l'assistance aux personnes vulnérables ou précaires ou pour la garde d'enfants ;
- déplacements des personnes en situation de handicap et de leur accompagnant ;
- déplacements pour répondre à une convocation judiciaire ou administrative ;
- déplacements pour participer à des missions d'intérêt général sur demande de l'autorité administrative ;
- déplacements liés à des transits pour des déplacements de longues distances ;
- déplacements brefs, dans un rayon maximal d'un kilomètre autour du domicile pour les besoins des animaux de compagnie.

Ainsi, les commerces, restaurants et autres établissements recevant du public doivent fermer chaque nuit pendant cette tranche horaire, tandis que d'autres établissements tels que les bars, discothèques, salles de sport, sont fermés toute la journée.
Afin de faire respecter ces mesures, des contrôles sont effectués par les forces de l'ordre et des amendes sont distribuées aux contrevenants, d'un montant identique à celui appliqué pour le non-respect du port du masque (135 €, et jusqu’à 3 750 € en cas de récidive),.

### Réactions du secteur culturel
Très touché par le couvre-feu, et à la suite du refus de Jean Castex de répondre favorablement à la demande de la ministre Roselyne Bachelot de décaler d'une heure le début du couvre-feu afin de permettre aux salariés d'assister aux concerts et représentations théâtrales après leur travail avant de rentrer chez eux, le secteur du spectacle vivant se mobilise avec un « Concert à Roselyne » organisé le 21 octobre à 15 h place du Palais-Royal à Paris devant le ministère de la Culture,.
Le Syndicat national des producteurs de spectacle dénonce quant à lui dans une lettre ouverte au Premier ministre une « situation kafkaïenne » et demande « une exception culturelle qui rend à la culture son caractère unique ».

### Évolution
À la suite de l'instauration du couvre-feu le 17 octobre 2020, il est étendu à 54 départements en tout ainsi qu'à la Polynésie française le 24 octobre 2020 à minuit, concernant ainsi 46 millions de personnes.
Après une application de quelques jours, le président Emmanuel Macron annonce le 28 octobre 2020 un nouveau confinement à compter du vendredi 30 octobre 2020 minuit.

### Efficacité
Par rapport à la situation épidémiologique, Jérôme Salomon, directeur général de la Santé, souligne lors d'un point presse le 9 novembre 2020 que « les métropoles qui ont bénéficié des mesures de couvre-feu connaissent une évolution plutôt favorable », constatant, tout en restant prudent, que « partout où ont été appliquées des mesures de freinage, l'épidémie ralentit. C'est encourageant et cela nous incite à continuer collectivement les efforts ».

## Couvre-feu national de décembre 2020 à juin 2021

### Contexte
À la suite du second déconfinement le 15 décembre, une deuxième session de couvre-feu est instituée. Initialement prévu de 21 h à 5 h comme le précédent, et devant accorder une dérogation au monde culturel pour autoriser la diffusion de spectacles au-delà de 21 h, la situation épidémique du 15 décembre change la situation. La barre des 5 000 contaminations quotidiennes n'étant pas atteinte, l'horaire est prolongé, s'étendant de 20 h à 6 h. Il concerne toute la France métropolitaine. L'ancienne stratégie prévoyait également, en plus de la nuit du Réveillon à Noël, une dérogation au couvre feu la nuit de la Saint-Sylvestre au Nouvel An.

### Modalités
Il s'agit des mêmes modalités qu'au premier couvre-feu, mais il s'étend pour toute la France métropolitaine de 20 h à 6 h. Cependant, la nuit du 24 décembre au 25 décembre n'est pas soumise au couvre-feu dans le cadre des fêtes de Réveillon de Noël et de Noël. Il reprend le 25 décembre à 20 h, et n'a pas de date de fin prévue à ce jour.
Un durcissement à partir de 18 h est cependant prévu à partir du 2 janvier dans 15 départements où le taux d'incidence est élevé, soit dans les départements suivants : Hautes-Alpes, Alpes-Maritimes, Ardennes, Doubs, Jura, Marne, Haute-Marne, Meurthe-et-Moselle, Meuse, Moselle, Nièvre, Haute-Saône, Saône-et-Loire, Vosges et Territoire de Belfort.
Le 12 janvier 2021, 25 départements sont concernés par un couvre-feu étendu de 18 h à 6 h en raison de l'évolution de la situation sanitaire. Ces départements sont : Hautes-Alpes, Alpes-Maritimes, Ardennes, Doubs, Jura, Marne, Haute-Marne, Meurthe-et-Moselle, Meuse, Haute-Saône, Vosges, Moselle, Territoire de Belfort, Nièvre, Saône-et-Loire, Bas-Rhin, Bouches-du-Rhône, Haut-Rhin, Allier, Vaucluse, Cher, Côte d'Or, Alpes de Haute-Provence, Drôme et Var.
Les sorties et déplacements sans attestations dérogatoires sont donc interdits pendant le couvre-feu sous peine d'une amende de 135 € et jusqu'à 3 750 € en cas de récidive.

### Durcissement
Le couvre feu étendu de 18 h à 6 h concerne l'ensemble du territoire français à partir du samedi 16 janvier 2021.
Le 29 janvier 2021, le Premier ministre, Jean Castex, a annoncé des contrôles renforcés à cause de la propagation des variants du SRAS-CoV-2 sur tout le territoire.

### Assouplissement
À compter du 20 mars 2021, l'heure de début du couvre-feu est repoussée à 19 h dans toute la France, y compris dans les départements confinés.
L'heure de début du couvre-feu est repoussée à 21 h le 19 mai 2021 puis à 23 h le 9 juin 2021.

### Levée
Initialement prévu le 30 juin, sa levée a été avancée par Jean Castex au 20 juin 2021.